# Ив II де Нель
Ив II де Нель, Ив II Старый (Yves II de Nesle, Yves II le Vieux) (ум. 1178) — сеньор Неля, граф Суассона.
Сын Рауля II, сеньора де Нель, и его жены Ренурды (Эрментруды) д’О-Суассон.
В 1141 г. бездетный суассонский граф Рено III постригся в монахи, и Ив II де Нель как родственник (внук сестры) назначен его преемником епископом Суассона Жосленом де Вьерзи.
Участник Второго крестового похода. В 1149 году был одним из претендентов на руку Констанции Антиохийской.
После возвращения из Святой Земли в 1151/1152 женился на Иоланде, дочери Балдуина IV, графа Эно. Детей не было.
После смерти Ива II ему наследовал племянник Конон. Его вдова вышла замуж за Гуго IV, графа де Сен-Поль.